# 6 de setembre
El 6 de setembre és el dos-cents quaranta-novè dia de l'any del calendari gregorià i el dos-cents cinquantè en els anys de traspàs. Queden 116 dies per finalitzar l'any.

## Esdeveniments
Països Catalans
- 1339 - mar d'Alborán, davant Ceuta: un estol català manat per Gilabert de Cruïlles hi derrota una força naval marroquina.

Resta del món
- 1522 - Sanlúcar de Barrameda (Cadis, Andalusia): Juan Sebastián Elcano i 17 supervivents de l'expedició de 265 hòmens empresa per Fernão de Magalhães hi arriben a bord del vaixell Victoria, després de ser els primers de circumnavegar la Terra.
- 1620 - Plymouth (Anglaterra): els anomenats pelegrins salpen a bord del vaixell Mayflower en direcció a Nord-amèrica.
- 1901 - Buffalo (estat de Nova York, EUA): a l'exposició Pan-Americana, l'anarquista Leon Czolgosz fereix el president William McKinley, el qual morirà al cap de 8 dies.
- 1930 - Argentina: El general José Félix Uriburu derroca el president Hipólito Yrigoyen. Comença la denominada Dècada infame, en què l'Argentina queda immersa en la corrupció generalitzada del seu govern i la persecució de l'oposició.
- 1968 - Swazilàndia assoleix la independència del Regne Unit.
- 1972 - Múnic (Baviera, Alemanya): cinc activistes del grup terrorista Setembre Negre segresta i després assassina 11 atletes i entrenadors israelians que participaven en els Jocs Olímpics (massacre de Múnic).
- 1991 - La Unió Soviètica reconeix la independència dels estats bàltics: Estònia, Lituània i Letònia.

## Naixements
Països Catalans
- 1644 - Algemesí, Ribera Alta: Joan Baptista Cabanilles, organista i compositor de música barroca (m. 1712).
- 1881 - Mataró, Maresme: Josep Goday i Casals, arquitecte i historiador de l'art català (m. 1936).
- 1910 - Argelaguer, Garrotxa: Maria Oliveras i Collellmir, la primera metgessa anestesiòloga catalana (m. 2009).[1]
- 1921 - Barcelona: Carme Laforet i Díaz, escriptora catalana en castellà (m. 2004).[2]
- 1937 - Sant Mateu (Baix Maestrat): Sergio Aragonés Domenech, dibuixant de còmics valencià i mexicà.
- 1939 - Calella, el Maresme: Francesc Frutos i Gras, polític català que fou secretari general del Partit Comunista d'Espanya del 1998 fins al 2009.[3]
- 1941 - València: María Luisa Merlo Colomina, actriu teatral valenciana.[4]
- 1944 - Denver, Colorado: Donna Haraway, biòloga i filòsofa estatunidenca.[5]
- 1955 - Barcelona: Montserrat Casas Ametller, doctora en Ciències Físiques i rectora de la Universitat de les Illes Balears (m. 2013).[6]
- 1956 - Llinars del Vallès, Vallès Oriental:Teresa Pous, escriptora catalana.[7]
- 1973 - Oriola: Pepa Aniorte, actriu valenciana.[8]
- 1975 - Barcelona: Oriol Ripol i Fortuny, jugador de rugbi català.
- 1985 - El Vendrell, Baix Penedès: Dèborah Font i Jiménez, nedadora adaptada catalana.

Resta del món
- 1620 - Novara, Piemont (actual Itàlia): Isabella Leonarda, compositora italiana del barroc (m. 1704).[9]
- 1766 - Manchester, Anglaterra: John Dalton, naturalista, químic, matemàtic i meteoròleg anglès (m. 1844).[10]
- 1806 - Madrid, Espanya: Juan Eugenio Hartzenbusch, escriptor, dramaturg, poeta, filòleg i crític espanyol (m. 1880).
- 1829 - Berlín: Marie Elisabeth Zakrzewska, metgessa prussiana, pionera als Estats Units (m. 1902).[11]
- 1850 - Viena: Mila Kupfer-Berger, soprano dramàtica austríaca.[12]
- 1860 - Cedarville, Illinois (EUA): Jane Addams, activista i reformadora social i sociòloga, Premi Nobel de la Pau de 1931 (m. 1935).[13]
- 1869 - Pest, Imperi Austrohongarès: Felix Salten, escriptor austríac, autor del llibre infantil Bambi, una vida al bosc i de la novel·la eròtica Josefine Mutzenbacher (m. 1945).[14]
- 1876 - Clunie, Escòcia: John James Rickard Macleod, metge escocès, Premi Nobel de Medicina o Fisiologia de 1923 (m. 1935).[15]
- 1884 - Seraing, Bèlgica: Julien Lahaut, sindicalista, comunista i polític belga.
- 1892 - Bradford, West Yorkshire, Anglaterra: Edward Victor Appleton, físic britànic, Premi Nobel de Física de 1947 (m. 1965).[16]
- 1893 - Saint Joseph, Missouri, Estats Units: Irving Bacon, actor estatunidenc.
- 1906 - París, França: Luis Federico Leloir, metge i bioquímic argentí, Premi Nobel de Química de l'any 1970 (m. 1987).[17]
- 1925:
  - Oviedo, Astúries: Ángel González Muñiz, poeta espanyol (m. 2008).
  - Portu Empedocli, Sicília: Andrea Camilleri, guionista, director teatral i televisiu, i novel·lista italià, creador del comissari Salvo Montalbano (m. 2019).[18]
- 1930 - Saint-Joseph-de-Sorel, Quebec, Canadà:Normand L'Amour, cantautor canadenc.
- 1939 - Nagoya (Japó): Susumu Tonegawa, metge i biòleg japonès, Premi Nobel de Medicina o Fisiologia de l'any 1987.[19]
- 1940 - Viena, Àustriaː Eva Lootz, escultora austríaca resident a Madrid.[20]
- 1943:
  - Great Bookham, (Surrey, Anglaterra): Roger Waters, músic anglès, baixista, vocalista i compositor del grup Pink Floyd.[21]
  - Derby, (Anglaterra): Richard John Roberts, bioquímic i biòleg molecular anglès, Premi Nobel de Medicina o Fisiologia de l'any 1993.
- 1948:
  - Andoain, País Basc: Pedro María Artola Urrutia, porter de futbol basc que va jugar amb la Reial Societat i el FC Barcelona.
  - Beasain, País Basc: Karlos Arguiñano Urkiola, cuiner i comunicador basc.
- 1960 - Londres, Anglaterra: Oliver Parker, director de cinema i guionista britànic.
- 1962 - Chicago: Jennifer Egan, escriptora estatunidenca.[22]
- 1963 - Zumarraga, País Basc: Josu Jon Imaz San Miguel, polític basc.
- 1964 - Brooklyn, Nova York (EUA): Rosie Perez: actriu, directora de cinema, ballarina i coreògrafa estatunidenca, de pares porto-riquenys.
- 1965 - Winchester, Anglaterra: Georgia Byng, escriptora britànica de llibres juvenils i infantils.[23]
- 1971 - Ballybricken, Limerick (Irlanda): Dolores O'Riordan, cantant i guitarrista irlandesa, líder de The Cranberries (m. 2018).

## Necrològiques
Països Catalans
- 1683 - París, Regne de França: Jean-Baptiste Colbert, ministre de finances francès de 1665 a 1683, durant el regnat de Lluís XIV (n. 1619).
- 1885 - Sant Martí de Provençals (Barcelona): Narcís Monturiol i Estarriol, inventor, intel·lectual i polític català, inventor del primer submarí tripulat i amb motor de combustió (n. 1819).[24]
- 1951 - Barcelona: Manuel Folguera i Duran, polític i enginyer català (n. 1867).[25]
- 1997 - Benidorm, Marina Baixa: Salvador Artigas i Sahún, futbolista i entrenador de futbol català (n. 1913).
- 2024 - Barcelona: Armand de Fluvià i Escorsa, genealogista i heraldista, pioner de l'activisme pels drets de les persones homosexuals (n. 1931).[26]

Resta del món
- 1536 - Vilvoorde, Flandes: William Tyndale, capellà i científic, traductor de la Bíblia a l'anglès (n. 1484).[27]
- 1825 - Parísː Fanny Bias, ballarina francesa, pionera de la dansa «en punta».[28]
- 1858 - Edo (Japó): Utagawa Hiroshige, dissenyador de xilografies japonès (n. 1797).[29]
- 1903 - Walpole (Nou Hampshire, EUA): Charles A. Cutter, bibliotecari estatunidenc, pioner de la catalogació moderna (m. 1837).[cal citació]
- 1907 - Châtenay-Malabry, França: Sully Prudhomme, Premi Nobel de Literatura 1901 (n. 1839).
- 1922 - Chamonix: Georgette Agutte, pintora fauvista, escultora i col·leccionista d'art francesa (n. 1867).[30]
- 1952 - Nova York: Gertrude Lawrence, actriu, cantant i ballarina anglesa (n. 1898).[31]
- 1962 - Berlin Est (RDA): Hanns Eisler, compositor alemany (n. 1898).[32]
- 1966 - Sevilla, Espanya: Celso Lagar Arroyo, pintor espanyol expressionista de "l'escola de París" (n. 1891).
- 1971 - Nova York: Elizabeth Hawes, dissenyadora de roba nord-americana.[33]
- 1985 - Winchester (Anglaterra): Rodney Robert Porter, bioquímic anglès, Premi Nobel de Medicina o Fisiologia de l'any 1972 (n. 1917).
- 1986 - Nova York (Estats Units): Blanche Sweet, actriu de cinema.[34]
- 1998 - Setagaya, Tòquio (Japó): Akira Kurosawa, director, productor i guionista de cinema japonès (n. 1910).
- 2005 - Saint-Pierre, Dominica: Eugenia Charles, advocada i política dominicana, Primera Ministra de Dominica.[35]
- 2007 - 
  - Mòdena (Itàlia): Luciano Pavarotti, tenor italià (n. 1935).[36]
  - Slough: Eva Crane, investigadora de les abelles i eminent apicultora, a més de física i matemàtica (n. 1912).[37]
- 2017 - 
  - Califòrnia, Estats Units: Lotfi Asker Zadeh, matemàtic i informàtic àzeri-estatunidenc.
  - Paris, França: Kate Millett, feminista, escriptora, educadora i artista estatunidenca.[38]
  - Bolonya, Itàlia: Carlo Caffarra, cardenal italià.
- 2018 – Jupiter (Florida), EUA: Burt Reynolds, actor Estatunidenc (n. 1936).
- 2019 - Singapur: Robert Mugabe, polític zimbabuès, que fou President de Zimbàbue entre els anys 1987 i 2017 (n. 1924).[39]
- 2021 - París (França)ː Jean-Paul Belmondo, actor francès (n. 1933).[40]

## Festes
- Santoral: sants Zacaries, profeta al temps de Darius; Onesífor, un dels Setanta deixebles; Eugeni de Capadòcia, bisbe; Donacià, Presidi, Mansuet, Germà i Fúscul d'Àfrica, màrtir; beat Bertran de Garrigues, prevere.